# Zapusta (Cyprianka)
Zapusta – część wsi Cyprianka, położonej w Polsce w województwie kujawsko-pomorskim, powiecie włocławskim, gminie Fabianki. 
W latach 1975–1998 miejscowość administracyjnie należała do województwa włocławskiego.